# Ташкова
Ташко́ва (рос. Ташкова) — присілок у складі Каргапольського району Курганської області, Росія. Входить до складу Каргапольського міського поселення.
Населення — 9 осіб (2010, 19 у 2002).
Національний склад населення станом на 2002 рік: росіяни — 95 %.